# Europejskie Stowarzyszenie Sztucznej Inteligencji
Europejskie Stowarzyszenie Sztucznej Inteligencji (ang. European Association for Artificial Intelligence, używany skrót EurAI) – organizacja międzynarodowa założona w 1982 pod nazwą Europejski Komitet Koordynacyjny ds. Sztucznej Inteligencji (ECCAI), dla realizacji celów naukowych i edukacyjnych w zakresie sztucznej inteligencji. W 2015, decyzją Walnego Zgromadzenia, zmieniono nazwę na European Association for Artificial Intelligence (EurAI). Jest to federacja zrzeszająca instytucje i uczelnie z różnych krajów europejskich. Założycielem EurAI był Wolfgang Bibel. EurAI jest organizacją non-profit.

## Działalność EurAI

### Cele EurAI
Cele EurAI, określone w statucie, to promowanie studiów, badań i zastosowań sztucznej inteligencji (AI) w Europie:
- Promowanie nauki i technologii sztucznej inteligencji w Europie.
- Promowanie ustanowienia europejskiej sieci komputerowej.
- Zachęcanie do nauczania sztucznej inteligencji.
- Publikowanie europejskiego czasopisma zawierającego informacje na temat sztucznej inteligencji.
- Wsparcie i sponsorowanie konferencji.

### Konferencje nt. sztucznej inteligencji
EurAI sponsoruje konferencje z zakresu sztucznej inteligencji (AI), w Europie. EurAI, wspólnie z jedną z instytucji członkowskich EurAI, organizuje Europejską Konferencję Sztucznej Inteligencji (ECAI), dawniej określane jako konferencje pod auspicjami Europejskiego Komitetu Koordynacyjnego ds. Sztucznej Inteligencji (ECCAI).
Konferencje ECAI:
- 1st AISB 1974: Brighton, Wielka Brytania.
- 2nd AISB 1976: Edynburg, Wielka Brytania.
- 3rd AISB/GI 1978: Hamburg, Niemcy.
- 4th 1980 Amsterdam, Holandia.
- 5th ECAI 1982: Paryż, Francja.
- 6th ECAI 1984: Piza, Włochy.
- 7th ECAI 1986: Brighton, Wielka Brytania.
- 8th ECAI 1988: Monachium, Niemcy.
- 9th ECAI 1990: Sztokholm, Szwecja.
- 10th ECAI 1992: Wiedeń, Austria.
- 11th ECAI 1994: Amsterdam, Holandia.
- 12th ECAI 1996: Budapeszt, Węgry.
- 13th ECAI 1998: Brighton, Wielka Brytania.
- 14th ECAI 2000: Berlin, Niemcy.
- 15th ECAI 2002: Lyon, Francja.
- 16th ECAI 2004: Walencja, Hiszpania.
- 17th ECAI 2006: Riva del Garda, Włochy.
- 18th ECAI 2008: Patras, Grecja.
- 19th ECAI 2010: Lizbona, Portugalia.
- 20th ECAI 2012: Montpellier, Francja.
- 21st ECAI 2014: Praga, Czechy.
- 22nd ECAI 2016: Haga, Holandia.
- 23rd ECAI 2018 / 27th IJCAI 2018: Sztokholm, Szwecja.
- 24th ECAI 2020: Santiago de Compostela, Hiszpania.
- 25th ECAI 2022 / 31st IJCAI 2022 Wiedeń, Austria.

Kolejna edycja – 26th conference ECAI 2023 planowana była w Krakowie, 30.09 – 5.10, 2023.
EurAI corocznie sponsoruje specjalistyczny kurs sztucznej inteligencji o nazwie Advanced Course on AI (ACAI), od 2023 połączony z The European Summer School on Artificial Intelligence (ESSAI).

## Zarządzanie
Zarząd EurAI jest wybierany co dwa lata przez Walne Zgromadzenie EurAI. Kadencja członków zarządu trwa dwa lata i mogą oni dwukrotnie ubiegać się o reelekcję.

## Członkostwo
Członkowie instytucjonalni – w skład EurAI wchodzą krajowe instytucje naukowe zajmujące się sztuczną inteligencją, które mają niezależny status prawny. Muszą one mieć co najmniej 25 członków aktywnie pracujących w tej dziedzinie i powinny wykazywać się aktywnością. Z Polski status członkowski posiada Polskie Stowarzyszenie Sztucznej Inteligencji (PSSI). Osoby fizyczne nie są bezpośrednio członkami EurAI.
Indywidualni członkowie honorowi – organizacja stworzyła, począwszy od 1999, własny program „EurAI Fellows”, w celu „uznania osób, które wniosły znaczący, trwały wkład w dziedzinę sztucznej inteligencji (AI) w Europie”.